# Будуев, Николай Робертович
Никола́й Ро́бертович Буду́ев (род. 24 марта 1974, Улан-Удэ) — российский политик. Депутат Государственный Думы Российской Федерации VII и VIII созывов с 5 октября 2016 года, член комитета Госдумы по природным ресурсам, собственности и земельным отношениям, член фракции «Единая Россия». Из-за вторжения России на Украину, находится под международными санкциями Евросоюза, США, Великобритании и ряда других стран

## Биография
Николай Будуев родился в городе Улан-Удэ 24 марта 1974 года. После средней школы поступил в Бурятский государственный педагогический институт на исторический факультет, который окончил в 1996 году.
В том же году начал работать ассистентом кафедры политологии и социологии БГУ.
В 1998 году переходит на новое место работы: назначается консультантом Комитета по печати, информации и связям с общественными объединениями Администрации Президента и Правительства Бурятии.
В 2006 году Н. Будуев становится помощником депутата Государственной Думы России В. Ф. Кузнецова.
С 2010 года Будуев руководит Информационно-аналитическим центром Администрации города Улан-Удэ
В 2012 году Николай Робертович назначается генеральным директором издания «МК в Бурятии».
В 2014 году Будуев побеждает на выборах депутаты Улан-Удэнского городского Совета V созыва.
28 апреля 2015 года Николай Будуев принял участие во II Медиафоруме независимых региональных и местных СМИ «Правда и справедливость», где он рассказал Президенту России Владимиру Путину о чрезмерно раздутых зарплатах чиновников в регионах, в частности, в Бурятии:

 — Они себе там чартеры заказывают, домики строят за 100 миллионов рублей и так далее. Полет фантазии безграничен, — сказал Будуев президенту и попросил ускорить процесс регламентации расходов на содержание чиновников— 
Президент Путин согласился с Будуевым и отметил, что многое сейчас законодательством отнесено на региональный уровень, но какие-то общие рекомендации по содержанию чиновников должны быть.

 — Минфину уже поручено при решении вопросов об оптимизации расходов регионов обращать внимание на эти вещи. Но невозможно себе представить, что мы не индексируем какие-то выплаты в социальной сфере, а при этом зарплаты чиновников резко увеличиваются — такого, конечно, быть не должно, — сказал Путин.

Президент также добавил, что зарплата губернатора региона не должна в несколько раз отличаться от средней зарплаты в регионе, которым губернатор управляет.— 
Весной 2016 года Николай Будуев участвует в партийном праймеризе «Единой России» по Бурятии, по итогам которого он включен в партийный список на выборах в Государственную Думу VII созыва 18 сентября 2016 года от Республики Бурятия.
18 сентября 2016 года по итогам голосования партия «Единая Россия» занимает первое место по Бурятии.
В связи с тем, что Председатель правительства России Дмитрий Медведев отказался от депутатского мандата, решением Центральной избирательной комиссии РФ его мандат был передан Николаю Будуеву.
19 сентября 2021 года избран депутатом Государственной Думы Федерального собрания Российской Федерации VIII созыва.

## Законотворческая деятельность
С 2016 по 2019 год, в течение исполнения полномочий депутата Государственной Думы VII созыва, выступил соавтором 32 законодательных инициатив и поправок к проектам федеральных законов.

## Ссылка
- Николай Будуев поделился, чем в первую очередь займется на посту депутата Госдумы